# Oselstraße 33

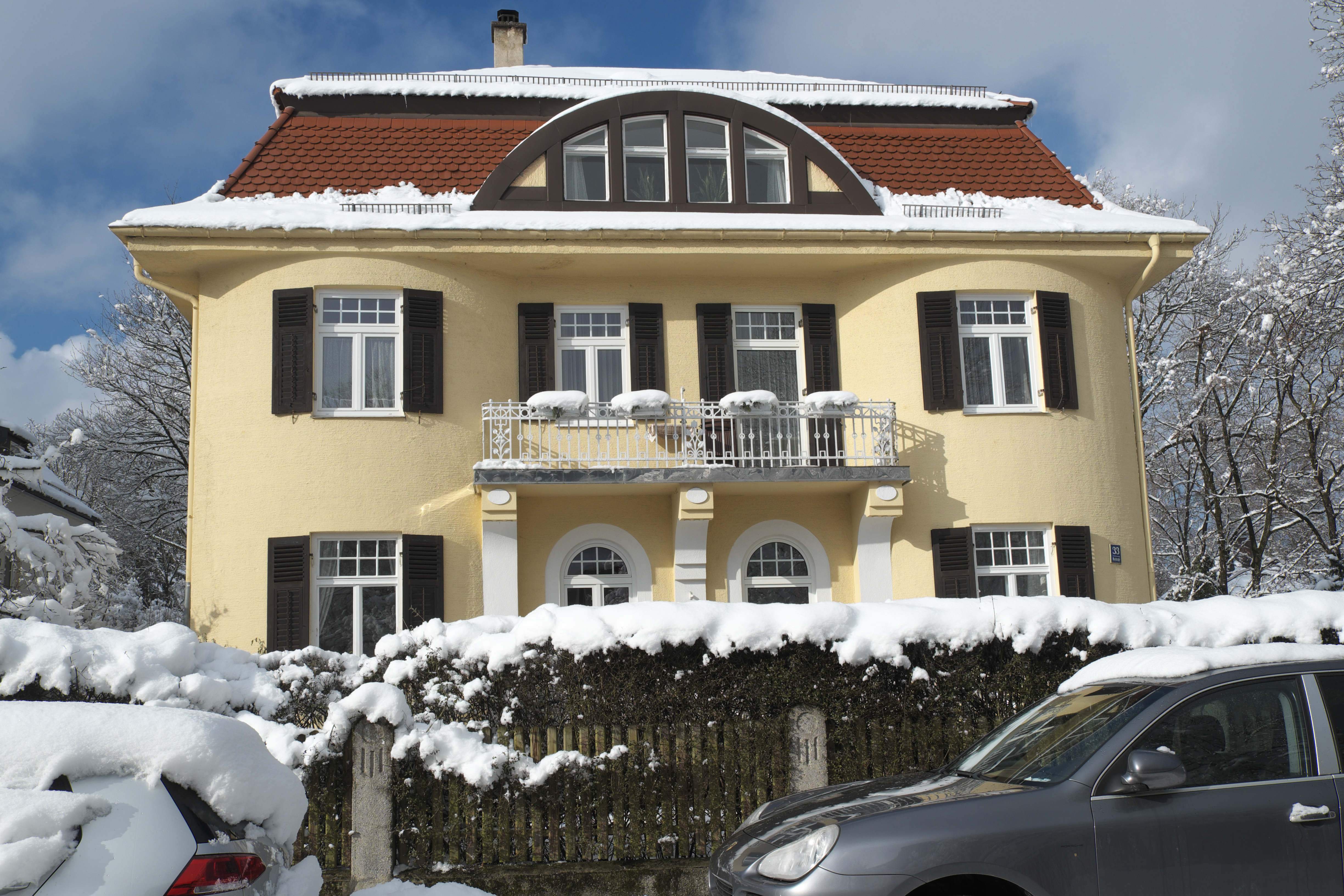
Villa Oselstraße 33 im Stadtteil Pasing von München

Das Gebäude Oselstraße 33 im Stadtteil Pasing der bayerischen Landeshauptstadt München wurde 1908 errichtet. Die Villa in der Oselstraße, die zur Frühbebauung der Villenkolonie Pasing I gehört, ist ein geschütztes Baudenkmal.
Der zweigeschossige Mansardwalmdachbau mit gebauchten Seitenrisaliten, Balkon auf Konsolen und Treppenhausrisalit wurde nach Plänen des Architekten Georg Völkl errichtet. Das Gebäude wird heute als Mehrfamilienhaus genutzt.
Der Baustil der Villa hebt sich vom kleinteilig-dekorativen Stil der Villen aus dem Büro August Exter in der umgebenden Bebauung ab.